# Tull-Bom

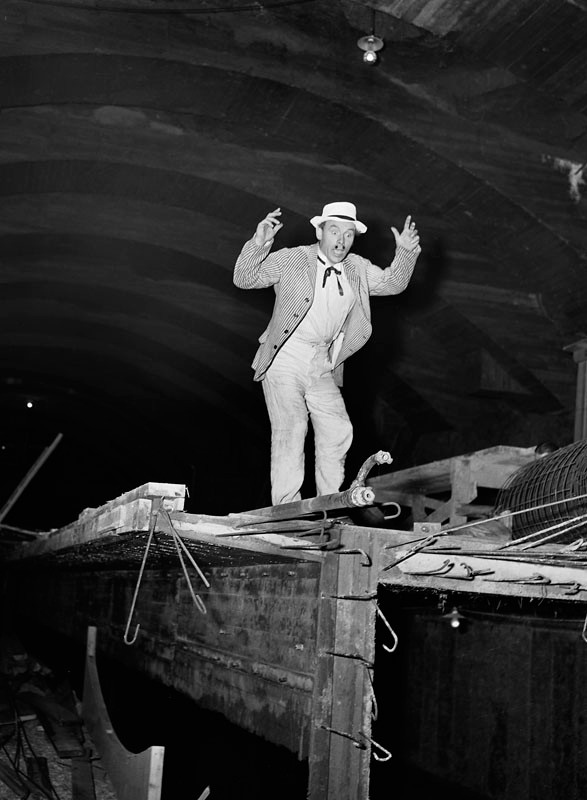
Scen från inspelningen av filmen, där Poppe befinner sig under Fridhemsplan i den nästan färdig delen av tunnelbanan.

Tull-Bom är en svensk film från 1951 i regi av Lars-Eric Kjellgren. Filmen premiärvisades på biograf Spegeln i Stockholm 25 juni 1951.

## Rollista i urval
- Nils Poppe - Fabian Bom, tullöverkontrollör
- Inga Landgré - Kerstin Johansson, ung flicka på villovägar
- Gunnar Björnstrand - Frans Melin, kallad Hamn-Casanova, varietédirektör, smugglare
- Jan Molander - Urban Karlsson, tulltjänsteman
- Marianne Löfgren - Aurora, änka, Fabians syster
- Harry Ahlin - Ingemar Berglund, kapten på fartyget Stella
- Fritiof Billquist - Johansson, tullvaktmästare, Kerstins far
- Ulla Norgren - Aina, "Miss Arabella", varietésaxofonist, Kerstins väninna
- Nils Hallberg - Kalle Värst, smugglare
- Alf Östlund - Skakis, smugglare
- Olav Riégo - tulldirektör
- Arne Lindblad - Hugo Larsson från Tomteboda, smugglare i Le Havre

## Musik i filmen
- Shock Headed Peter, kompositör Ronald Hanmer, instrumental.
- En sjöman älskar havets våg text Ossian Limborg, sång Gunnar Björnstrand
- Marknadsvalsen, kompositör Jack Gill, instrumental.
- Denna ringen den skall vandra, instrumental.
- Blues in the Night, kompositör Jack Gill, instrumental.
- Näckens polska (Djupt i havet på demantehällen), text Arvid August Afzelius, instrumental.
- Nu är det jul igen, sång Nils Poppe och Marianne Löfgren
- Ja, må han leva!, sång Nils Poppe och Marianne Löfgren
- Flickan hon går i ringen (Och flickan hon går i dansen), sång Nils Poppe och Marianne Löfgren
- Sobre las olas (Über den Wellen], kompositör Juventino Rosas, instrumental.
- Imse vimse spindel, sång Nils Poppe, Arne Lindblad, Alexander von Baumgarten och Ivan Bousé
- Riders of Fate, kompositör Frederick G. Charrosin, instrumental.
- Curtain Music, kompositör Hans May, instrumental.
- La java, kompositör Maurice Yvain text Albert Willemetz och Jacques-Charles, instrumental.
- L' amour, kompositör Julius Jacobsen text Gardar, sång Barbro Boman
- Can-can. Ur Orphée aux enfers ( Can-can. ur Orfeus i underjorden), kompositör Jacques Offenbach, instrumental, dans Bisse Andersson, Gurli Swahn
- Valse chaloupée. Ur Le papillon (Apachedans. ur Le papillon), kompositör Jacques Offenbach, instrumental, dans Nils Poppe, Bisse Andersson och Gurli Swahn
- Tulltjänstemännens paradmarsch, kompositör Julius Jacobsen, instrumental.
- La Marseillaise (Marseljäsen), kompositör och text Claude Joseph Rouget de Lisle svensk text Edvard Fredin, instrumental.
- Med en enkel tulipan, kompositör Jules Sylvain, text Sven Paddock, instrumental.
- Alte Kameraden, kompositör Carl Teike, instrumental.
- Hvem er det, der banker? (Vem är det som bankar?], kompositör Erik Fiehn och Sylvester, dansk text Viggo Barfoed svensk text Sören Aspelin, instrumental.
- Vi hade inga segel (Det går långsamt fram), instrumental.

## DVD
Filmen gavs ut på DVD 2008 och 2016.